# Makrinitsa
Makrinitsa (in greco Μακρινίτσα?) è una ex comunità della Grecia nella periferia della Tessaglia di 898 abitanti secondo i dati del censimento 2001.
È stata soppressa a seguito della riforma amministrativa detta Programma Callicrate in vigore dal gennaio 2011 ed è ora compresa nel comune di Volos.